# Drapetis abdominenotata
Drapetis abdominenotata är en tvåvingeart som beskrevs av Senior-white 1922. Drapetis abdominenotata ingår i släktet Drapetis och familjen puckeldansflugor. Inga underarter finns listade i Catalogue of Life.